# Phil Ochs
Phil Ochs (El Paso, 1940. december 19. – Far Rockaway, 1976. április 9.) amerikai protest song énekes, szövegszerző. Élesen fogalmazó, szellemes, gúnyos humorú előadó, ismert politikai aktivista volt. Az 1960-70-es években többszáz dalt írt. Nyolc albumot adott ki.

## Pályakép
Apja New York-i orvos volt (1910–1963), édesanyja, Gertrude Phin Ochs (1912–1994) skót származású volt.
Bár klasszikus zenét tanult, hamarosan érdeklődni kezdett másféle zenék, zenészek iránt is (Buddy Holly és Elvis Presley), valamint olyan country zenészek iránt, mint Faron Young, Ernest Tubb, Hank Williams Sr. és Johnny Cash. Felkeltették érdeklődését a filmhős lázadók, köztük Marlon Brando és James Dean.
1956-1958 között a virginiai vidéki Staunton Katonai Akadémia hallgatója volt. Az Ohio Állami Egyetemen újságírást tanult. Ezidőben kezdett érdeklődni Woody Guthrie és Pete Seeger zenéje iránt.
1961-ben New Yorkba költözött, hogy dalírással foglalkozzon Greenwich Village folkéletének bensőséges környezetében.
Első albuma, az „All the News That’s Fit to Sing” (1964) énekes újságírói törekvéseit tükrözte. A tenor hangfekvésű Ochs dallamos lírájával, markáns baloldali nézeteivel és markáns szellemességével vonzotta a hallgatókat. Egy ideig ő volt a legkomolyabb kihívója Bob Dylannek.
Miután 1966-ban megjelentette a sikeres „Phil Ochs in Concert” albumot, a Rock and roll és a nem politikai témák felé kalandozott. Annak ellenére, hogy az általa nagyra becsült szerelmes dala, a „Changes”, Ochs soha nem nyerte el a keresett széles körű népszerűséget.
Phil Ochs pénzhiánya következtében is nagyjából kezeletlen alkoholista volt. Akut depresszióban esve, végképp kimerülten kioltotta saját életét.
Phil Ochs-ra leginkább az 1960-as években írt protest songjai miatt emlékeznek, melyeknek témája mindenek előtt a vietnami háború és a polgárjogokért való harc voltak.
Ochs dalait rengeteg előadó dolgozta fel, köztük Joan Baez, Bastro, Cher, Judy Collins, Pete Seeger,...
Szellemileg Phil régóta meghalt: politikailag halt meg Chicagóban 1968-ban, ...; néhány évvel később szakmailag halt meg Afrikában, ahol fojtogatták...; lelkileg meghalt a chilei államcsíny és barátja, Víctor Jara brutális meggyilkolása után; végül pszichésen meghalt John Train miatt.

## Albumok
- 1964: All the News That’s Fit to Sing
- 1965: I Ain’t Marching Anymore
- 1966: Phil Ochs in Concert
- 1967: Pleasures of the Harbor
- 1968: Tape from California
- 1969: Rehearsals for Retirement
- 1970: Greatest Hits
- 1975: Gunfight at Carnegie Hall